# 中島琢之

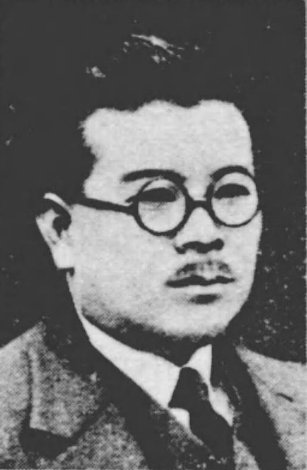
中島琢之

中島 琢之（なかじま たくし、1885年（明治18年）3月29日 - 1956年（昭和31年）7月14日）は、日本の衆議院議員（立憲民政党）、津山市長、医師。

## 経歴
岡山県苫田郡高野村（現在の津山市）出身。1906年（明治39年）、第一高等学校を卒業。1910年（明治43年）に東京帝国大学医科大学を卒業した。東京帝国大学医科大学内科に勤務した後、日本医学専門学校（現在の日本医科大学）教授・附属病院内科部長に就任した。1914年（大正3年）、津山に中島病院を開院。苫田郡医師会長、美作五郡連合医師会長を歴任した。
1929年（昭和4年）、津山市会議員に当選し、議長に選出された。翌年の第17回衆議院議員総選挙に出馬し、当選を果たした。
さらに1935年（昭和10年）、1938年（昭和13年）、1951年（昭和26年）の3度にわたって津山市長に選出された。
1956年（昭和56年）4月1日、津山市長を歴任した小沼敬三郎と共に津山市名誉市民の称号が与えられる。同年7月14日死去。